# Pistius tikaderi
Pistius tikaderi là một loài nhện trong họ Thomisidae.
Loài này thuộc chi Pistius. Pistius tikaderi được miêu tả năm 1999 bởi Kumari & Mittal.